# Bolboschoenoplectus mariqueter
Bolboschoenoplectus mariqueter är en halvgräsart som först beskrevs av Tang och Fa Tsuan Wang, och fick sitt nu gällande namn av Tatanov. Bolboschoenoplectus mariqueter ingår i släktet Bolboschoenoplectus och familjen halvgräs. Inga underarter finns listade i Catalogue of Life.